# 41979 Lelumacri
41979 Lelumacri è un asteroide della fascia principale. Scoperto nel 2000, presenta un'orbita caratterizzata da un semiasse maggiore pari a 3,0531911 au e da un'eccentricità di 0,1981056, inclinata di 2,66729° rispetto all'eclittica.
L'asteroide è dedicato, tramite la giustraposizione delle lettere iniziali dei loro nomi, a Luca Pacciorini, Cristina Conedera, Letizia Pacciorini e Martino Pacciorini, i membri di una famiglia amica dello scopritore.